# 狄克堤斯
在希腊神话中，有四个人的名字是狄克堤斯 (Díktus )。
- 狄克堤斯是一名渔夫 [1]。他是塞里福斯岛国王波呂德克特斯的弟弟。狄克堤斯的身份有几种说法。他的父母亲可能是马格尼斯和一個那伊阿得斯 [2] [3] 或Peristhenes和Androthoe [4]或波塞冬和Cerebia。[5]狄克堤斯救了达娜厄和珀耳修斯。当时，装着他们母子俩的箱子被冲上岸后被狄克堤斯发现。另一种说法是狄克堤斯在捕魚時，捕获裝著他們母子倆的箱子。狄克堤斯对达娜厄和珀耳修斯很好，將珀耳修斯当作自己的儿子抚养长大。后来珀耳修斯杀死美杜莎，救出安德洛墨达。珀耳修斯将美杜莎的头展示给波呂德克特斯，把波呂德克特斯和一群贵族变成石头，并立了狄克堤斯为新国王。 [4] [6] 在雅典珀尔修斯区域设有一座狄克堤斯和妻子Clymene的祭坛。[7]
- 狄克堤斯，其中一名试图绑架狄俄尼索斯但被神变成海豚的水手。[8]
- 狄克堤斯，一个参加皮瑞苏斯婚礼并与拉庇泰人作战的半人马。在逃离时，他滑倒摔下悬崖，被一棵白蜡树刺死。[9]
- 狄克堤斯，波塞冬和阿加米德之子。阿加米德是奥革阿斯的女儿。狄克堤斯和Actor及Belus是兄弟。[10]
- 狄克堤斯也是欧里庇得斯遗失剧本的标题。这剧本幸存下来的只剩零碎部分。